# Robert Prytz
Robert Prytz (Malmö, 1960. január 12. –) válogatott svéd labdarúgó, középpályás. Az év svéd labdarúgója (1986).

## Pályafutása

### Klubcsapatban
1977 és 1982 között a Malmö FF labdarúgója volt, ahol egy svéd bajnoki címet és két kupagyőzelmet ért el. Tagja volt az 1978–79-es idényben BEK-döntős együttesnek. 1982 és 1985 között a skót
Rangers játékosa volt, ahol két skótligakupa-győzelmet szerzett. 1985-ben az IFK Göteborg csapatában szerepelt. 1986–87-ben a svájci Young Boys labdarúgója volt, ahol egy-egy svájci bajnoki címet és kupagyőzelmet ért el. 1987–88-ban a nyugatnémet Uerdingen 05, 1988–89-ban az olasz Atalanta, majd 1989 és 1993 között a Hellas Verona csapatában szerepelt. 1993-ban hazatért és 1995-ig ismét a Malmö FF játékosa volt. 1995 és 1997 között újra a Young Boys színeiben játszott. 1997-től skót csapatokben szerepelt. 1997-ben a Kilmarnock, a Dumbarton, a Cowdenbeath, 1997–98-ban az East Fife, 1998 és 2000 között a Pollok, 2000–01-ben a Hamilton Academical labdarúgója volt.

### A válogatottban
1980 és 1989 között 56 alkalommal szerepelt a svéd válogatottban és 13 gólt szerzett.

## Sikerei, díjai
- Az év svéd labdarúgója (1986)

 Malmö FF
- Svéd bajnokság (Allsvenskan)
  - bajnok: 1977
- Svéd kupa (Svenska Cupen)
  - győztes (2): 1978, 1980
- Bajnokcsapatok Európa-kupája (BEK)
  - döntős: 1978–79
- Interkontinentális kupa
  - döntős: 1979

 Rangers
- Skót ligakupa
  - győztes (2): 1983–84, 1984–85

 Young Boys
- Svájci bajnokság
  - bajnok: 1985–86
- Svájci kupa
  - győztes: 1987
- Svájci szuperkupa
  - győztes: 1986